# Charles Millard
Charles Dunsmore Millard (Tarrytown, 1 de Dezembro de 1873 – Nova Iorque, 11 de Dezembro de 1944) foi um político americano membro do partido republicano tendo sido eleito pelo 25° Distrito Congressional de Nova Iorque à Casa dos Representantes dos Estados Unidos, servindo no período de 1931 a 1937.
Após sua morte, Millard foi sepultado no Cemitério de Sleepy Hollow.